# 채플

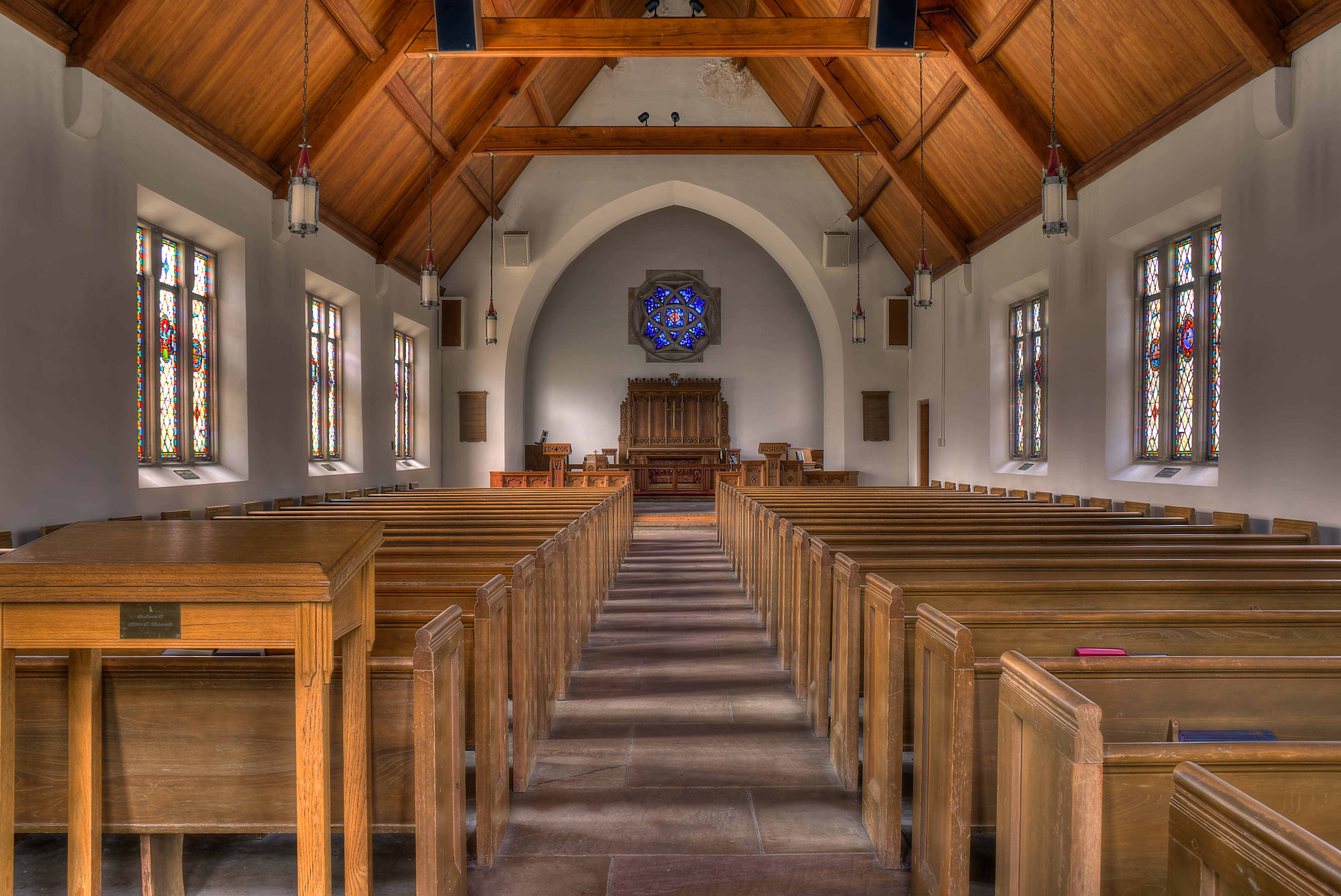
Lake Junaluska의 메모리얼 채플

채플(chapel)은 기독교의 예배당이다. 성당·회당(會堂)이라고도 하며, 성당은 하느님에게 봉사하기 위한 목적 외에는 사용할 수 없는 성스러운 예배당을 말한다. 회당은 예배 이외에 집회 등을 위해서도 사용하는 수가 있으며, 큰 교회에서는 대예배당에 부속된 소예배당과 예배실이 있는데 이것을 채플이라고 하는 수도 있다. 또 교회 이외의 수도원·학교·병원·사회복지시설 등에서 종사자를 위한 예배를 보는 장소를 채플이라고 한다. 교회에서는 일요일의 예배가 주로 열리고, 이러한 채플에서는 매일 예배를 볼 수가 있다.

## 잘 알려진 채플
- 니콜리나 예배당
- 파올리나 예배당
- 그라나다 왕실 예배당
- 마드리드 왕궁
- 생트샤펠 성당
- 시스티나 성당

## 같이 보기
- 교회당